# Isola Green
L'isola Green (in aleutino Hmiikaayagus) è una piccola isola disabitata delle isole Andreanof, nell'arcipelago delle Aleutine, e appartiene all'Alaska (USA). Si trova all'ingresso meridionale della Baia delle Isole, lungo la costa occidentale dell'isola di Adak. È di forma allungata e misura circa 800 m..